# Ekhembrotosz
Ekhembrotosz (Ἐχέμβροτος, Árkádia, aktív a Kr. e. 586 körül) ókori görög aulódosz, elégiaköltő.
Pauszaniasz szerint a püthói játékokon elsőként nyert díjat aulosz kísérete melletti énekével Kr. e. 586-ban, ugyanakkor, amikor Szakadasz auloszjátékával. A következő játékokon az aulódia műsorszám már nem szerepelt.